# Pusté Úľany
Pusté Úľany (in ungherese Pusztafödémes) è un comune della Slovacchia facente parte del distretto di Galanta, nella regione di Trnava.